# Xã Eden, Quận LaGrange, Indiana
Xã Eden (tiếng Anh: Eden Township) là một xã thuộc quận LaGrange, tiểu bang Indiana, Hoa Kỳ. Năm 2010, dân số của xã này là 4.231 người.